# Leptochilus nigrocitrinus
Leptochilus nigrocitrinus är en stekelart som beskrevs av Giordani Soika 1970. Leptochilus nigrocitrinus ingår i släktet Leptochilus och familjen Eumenidae. Inga underarter finns listade i Catalogue of Life.